# Atherinella blackburni
Atherinella blackburni är en fiskart som först beskrevs av Schultz, 1949.  Atherinella blackburni ingår i släktet Atherinella och familjen Atherinopsidae. Inga underarter finns listade.